# 台中市公車207路
台中市公車207路目前行駛自豐原到谷關，主要行駛於豐勢路與東關路。

## 歷史
- 2011年1月1日：移撥為臺中市公車，原為公路客運6507〈臺中－豐原－谷關〉，並截短行駛〈豐原－谷關〉。
- 2014年7月1日：新盛里更名為「新盛里（東勢高工）」。
- 2014年11月16日：增停「馬鞍壩」。
- 2015年5月22日：增停「大楓樹福德祠」。
- 2016年12月2日：「新盛里（東勢高工）」往東勢方向站位遷移至候車亭。
- 2017年3月26日：配合豐原區「向陽路地下道填平工程」道路管制禁止通行，2017年3月26日至2017年8月31日止改道為「豐原－三民路－三豐路－圓環北路－豐勢路」，改道後行經之既有站位皆停靠，並暫時取消停靠「頂街」、「和平街」及「新都酒店」至「圓環東水源路口」區間站位。[2]
- 2017年9月1日：因向陽路地下道填平工程完工日期延期，故持續改道。恢復原行駛動線再另行公告。
- 2017年9月11日：向陽路地下道填平工程完工，恢復原行駛動線。
- 2019年1月11日：「頂街」更名為「頂街（中正路）」。
- 2019年7月12日：增設「上城街口」。
- 2019年10月1日：調整部分班次發車時刻。
- 2019年10月17日：調整部分班次發車時刻。
- 2019年11月30日：調整部分班次發車時刻。
- 2021年4月1日：「豐勢國豐路口」更名為「蜈蚣崎步道口」。
- 2022年7月11日：調整部分班次繞經新社區豐埔產業道路（新增207繞「豐原-龍安-谷關」路線），新增停靠「龍安橋頭」、「龍安」、「河排」、「福天宮」、「福興里」、「大林國小」、「福興橋」等既有站位，取消停靠「馬鞍寮」、「東關湖楓路口」、「老楓樹下」、「楓樹下」等站。
- 2022年8月6日：增設「馬鞍後池」。
- 2023年12月25日：調整發車時刻。[3]
- 2024年9月16日：於東勢區增設「東興宮」站。
- 2025年3月31日：於和平區增設「沙蓮巷口」站。

## 路線基本資料
207單程約49.3公里，單程行駛時間約90分鐘。往谷關94站，往豐原96站。
往谷關自豐原起，沿三民路、中正路 、向陽路、圓環東路、豐勢路、東關路行駛到谷關。往豐原自谷關起，沿東關路、豐勢路、東蘭路、新豐街、豐勢路、圓環東路、向陽路、和平街、三民路行駛到豐原。

### 時刻表
- 時刻表僅供參考，請以豐原客運網站公告為準。
- 時刻表更新日期為2025年8月7日。

| 台中市公車207路平/假日時刻列表 | 台中市公車207路平/假日時刻列表 | 台中市公車207路平/假日時刻列表 | 台中市公車207路平/假日時刻列表 |
| ------------------------------ | ------------------------------ | ------------------------------ | ------------------------------ |
| 豐原開時刻                     | 豐原開備註                     | 谷關開時刻                     | 谷關開備註                     |
| 07:50                          | -                              | 10:20                          | -                              |
| 08:30                          | -                              | 10:40                          | -                              |
| 11:20                          | -                              | 13:10                          | -                              |
| 12:55                          | -                              | 15:15                          | -                              |
| 14:55                          | -                              | 16:30                          | -                              |
| 16:10                          | -                              | 18:40                          | -                              |
| 17:10                          | -                              | 19:30                          | -                              |
| 18:30                          | -                              | 20:40                          | -                              |
| 19:30                          | -                              | -                              | -                              |

207繞單程約49.7公里，單程行駛時間約100分鐘。往谷關97站，往豐原99站。
往谷關自豐原起，沿三民路、中正路 、向陽路、圓環東路、豐勢路、東關路、龍安橋、東勢、豐埔產業道路、天福大橋、行駛到谷關。往豐原自谷關起，沿東關路、天福大橋、豐埔產業道路、東勢、龍安橋、豐勢路、東蘭路、新豐街、豐勢路、圓環東路、向陽路、和平街、三民路行駛到豐原。
- 時刻表僅供參考，請以豐原客運網站公告為準。
- 時刻表更新日期為2025年8月7日。

| 台中市公車207繞平/假日時刻列表 | 台中市公車207繞平/假日時刻列表 | 台中市公車207繞平/假日時刻列表 | 台中市公車207繞平/假日時刻列表 |
| ------------------------------ | ------------------------------ | ------------------------------ | ------------------------------ |
| 豐原開時刻                     | 豐原開備註                     | 谷關開時刻                     | 谷關開備註                     |
| 09:40                          | -                              | 06:10                          | -                              |
| -                              | -                              | 07:10                          | -                              |

### 收費
依里程計費；刷卡10公里免費。

### 停站
參見右側站牌路線圖。